# Ала ед-Дін Халіл
Ала ед-Дін Халіл (тур. Alâeddin Halil Bey; д/н — бл. 1348) — 8-й бей Караманідів в 1333—1348 роках. Відомий також як Халіл-бей.

## Життєпис
Син бея Бадр ед-Дін Махмута. дата народження невідома. У 1328 році після того, як його брат Ібрагім-бей захопив Бейшехрі, то передав його Халілу.
1333 року за підтримки Мамлюкського султанату повалив свого брата Ібрагіма-бея, ставши новим правителем Караманідів. Своєю резиденцією обрав місто Караман. У 1342 або 1343 році останній захопив Ерменекі, здолавши брата Яхші або Сулеймана. Помер близько 1348 року. Після цього владу повернув собі Ібрагім. Але можливо ще близько 1341 року Халіл розділив владу з братом.